# Jönssonligan: Jakten på Mjölner
Jönssonligan: Jakten på Mjölner är ett peka-och-klicka-äventyrsspel som utvecklades av IQ Media Nordic och gavs ut till Microsoft Windows och Macintosh år 1999. Spelet är baserat på filmserien Jönssonligan. Spelet skapades av Per Demervall som tidigare skrivit två seriealbum baserat på filmserien.
Till spelet anlitades flera av de tidigare filmskådespelarna som röstskådespelare. Spelet fick år 2000 en uppföljare; Jönssonligan går på djupet.

## Handling
Målet i spelet är att man ska hitta ett arkeologiskt fynd, Tors hammare Mjölner. Beskrivningen till hur man hittar den finns i fyra separata delar som är utspridda i olika europeiska städer, Rom, Paris, London och Berlin. I spelet får man följa med Sickan, Vanheden och Dynamit-Harry ut i Europa.

## Rollista
- Hans Wahlgren – Charles-Ingvar "Sickan" Jönsson
- Ulf Brunnberg – Vanheden
- Björn Gustafson – Dynamit-Harry
- Birgitta Andersson – Doris
- Per Grundén – Wall-Enberg
- Weiron Holmberg – Biffen
- Övriga röster – Odd Ahlgren, Susanne Barklund, Eva-Maria Björkström Roos, Reine Brynolfsson, Dick Eriksson, Niklas Falk, Rachel Mohlin, Jan Nygren, Ann-Sofie Rase, Per Sandborgh, Sture Ström, Kim Sulocki[4]

## Produktion
1993 skrev Per Demervall ett seriealbum baserat på filmserien Jönssonligan. 1993 gick bolaget som distribuerade albumen i konkurs och Demervall letade efter nya sätt att publicera sina två redan färdiga album han hade skrivit. Demervall kom i kontakt med IQ Media Nordic som producerade spelet.
Handlingen i spelet bygger på nordisk mytologi och legenden om Tors hammare och inspirerades av Indiana Jones.

## Mottagande
Spelet fick ett blandat mottagande i media. Göteborgs-Posten gav spelet 4 av 5 stjärnor, Sydsvenskan gav spelet 3 av 5 stjärnor medan Aftonbladet gav det 2 stjärnor av 5 möjliga.